# Dánsko na Zimních olympijských hrách 2018
Dánsko se účastnilo Zimní olympiády 2018. Zastupovalo ho 17 sportovců (10 mužů a 7 žen) v 5 sportech. 9. ledna 2018 bylo rozhodnuto že vlajkonošem na zahajovacím ceremoniálu bude rychlobruslařka Elena Møller Rigasová.

## Soutěžící
Toto je seznam účastníků podle sportů.
| Sport                | Muži | Ženy | Celkem |
| -------------------- | ---- | ---- | ------ |
| Alpské lyžování      | 2    | 0    | 2      |
| Běh na lyžích        | 1    | 0    | 1      |
| Curling              | 5    | 5    | 10     |
| Akrobatické lyžování | 0    | 1    | 1      |
| Rychlobruslení       | 2    | 1    | 3      |
| Celkem               | 10   | 7    | 17     |

## Alpské lyžování
Na olympijské závody v alpském lyžovaní se kvalifikovali dva Dánové.
| Sportovec            | Disciplína           | První kolo | První kolo | Druhé kolo | Druhé kolo | Celkem  | Celkem |
| Sportovec            | Disciplína           | Čas        | Pořadí     | Čas        | Pořadí     | Čas     | Pořadí |
| -------------------- | -------------------- | ---------- | ---------- | ---------- | ---------- | ------- | ------ |
| Christoffer Faarup   | Super kombinace mužů | 1:21.08    | 20         | 54.13      | 34         | 2:15.21 | 30     |
| Christoffer Faarup   | Sjezd mužů           | —          | —          | —          | —          | 1:44.48 | 36     |
| Christoffer Faarup   | Super-G mužů         | —          | —          | —          | —          | 1:27.81 | 32     |
| Casper Dyrbye Næsted | Obří slalom mužů     | 1:20.33    | 69         | 1:18.01    | 56         | 2:38.34 | 60     |
| Casper Dyrbye Næsted | Slalom mužů          | DNF        | DNF        | DNF        | DNF        | DNF     | DNF    |

## Běh na lyžích
Dánsko reprezentoval Martin Møller z Grónska.
| Sportovec     | Disciplína          | Výsledek  | Výsledek | Výsledek |
| Sportovec     | Disciplína          | Čas       | Ztráta   | Pořadí   |
| ------------- | ------------------- | --------- | -------- | -------- |
| Martin Møller | 15 km volně mužů    | 39:35.4   | +5:51.5  | 90       |
| Martin Møller | 50 km klasicky muži | 2:36:10.8 | +27:48.7 | 60       |

## Curling
Dánsko se kvalifikovalo na mužský i ženský turnaj na kvalifikačním turnaji v Plzni v České republice
Zápasy
| Tým                                                                           | Disciplína    | Zápasy ve skupině | Zápasy ve skupině | Zápasy ve skupině | Zápasy ve skupině | Zápasy ve skupině | Zápasy ve skupině | Zápasy ve skupině | Zápasy ve skupině | Zápasy ve skupině | Zápasy ve skupině | Tiebreaker              | Semifinále              | Final / Boj o bronz     | Final / Boj o bronz     |
| Tým                                                                           | Disciplína    | Soupeř Skóre      | Soupeř Skóre      | Soupeř Skóre      | Soupeř Skóre      | Soupeř Skóre      | Soupeř Skóre      | Soupeř Skóre      | Soupeř Skóre      | Soupeř Skóre      | Umístění          | Soupeř Skóre            | Soupeř Skóre            | Umístění                |                         |
| ----------------------------------------------------------------------------- | ------------- | ----------------- | ----------------- | ----------------- | ----------------- | ----------------- | ----------------- | ----------------- | ----------------- | ----------------- | ----------------- | ----------------------- | ----------------------- | ----------------------- | ----------------------- |
| Rasmus Stjerne Johnny Frederiksen Mikkel Poulsen Oliver Dupont Morten Thomsen | Mužský turnaj | SWE L 5–9         | SUI L 7–9         | ITA W 6–4         | USA L 5–9         | NOR L 8–10        | KOR W 9–8         | GBR L 6–7         | JPN L 4–6         | CAN L 3–8         | 10                | Nepostoupili ze skupiny | Nepostoupili ze skupiny | Nepostoupili ze skupiny | Nepostoupili ze skupiny |
| Madeleine Dupont Denise Dupont Julie Høgh Mathilde Halse Lina Knudsen         | Ženský turnaj | SWE L 3–9         | JPN L 5–8         | CAN W 9–8         | GBR L 6–7         | CHN L 7–10        | USA L 6–7         | OAR L 7–8         | SUI L 4–6         | KOR L 3–9         | 10                | Nepostoupily ze skupiny | Nepostoupily ze skupiny | Nepostoupily ze skupiny | Nepostoupily ze skupiny |

## Akrobatické lyžování
Dánsko reprezentoval jeden závodník.
U-rampa
| Sportovec              | Disciplína  | Kvalifikace | Kvalifikace | Kvalifikace | Kvalifikace | Finále             | Finále             | Finále             | Finále             | Finále             |
| Sportovec              | Disciplína  | První kolo  | Druhé kolo  | Lepší       | Umístění    | První kolo         | Druhé kolo         | Třetí kolo         | Lepší              | Umístění           |
| ---------------------- | ----------- | ----------- | ----------- | ----------- | ----------- | ------------------ | ------------------ | ------------------ | ------------------ | ------------------ |
| Laila Friis-Sallingová | U-rampa žen | 45.00       | 11.80       | 45.00       | 23          | Nekvalifikovala se | Nekvalifikovala se | Nekvalifikovala se | Nekvalifikovala se | Nekvalifikovala se |

## Rychlobruslení
Dánsko získalo kvóty pro kvalifikování čtyř závodníků. Nakonec vyslali dva mužské a jednu ženskou reprezentantkyni.
Závod s hromadným startem
| Sportovec          | Disciplína                     | Semifinále | Semifinále | Semifinále | Finále             | Finále             | Finále             |
| Sportovec          | Disciplína                     | Body       | Čas        | Pozice     | Body               | Čas                | Pozice             |
| ------------------ | ------------------------------ | ---------- | ---------- | ---------- | ------------------ | ------------------ | ------------------ |
| Stefan Due Schmidt | Závod s hromadným startem mužů | 40         | 7:55.22    | 2 Q        | 0                  | 7:47.53            | 13                 |
| Viktor Hald Thorup | Závod s hromadným startem mužů | 5          | 8:34.06    | 4 Q        | 8                  | 7:57.10            | 5                  |
| Elena Møller Rigas | Závod s hromadným startem žen  | 0          | 8:54.39    | 9          | Nekvalifikovala se | Nekvalifikovala se | Nekvalifikovala se |